# Saint-Pierre-de-Coutances
Saint-Pierre-de-Coutances ist eine französische Gemeinde mit 396 Einwohnern (Stand 1. Januar 2022) im Département Manche in der Region Normandie. Sie gehört zum Kanton Coutances und zum Arrondissement Coutances. 

## Lage
Die Gemeindegemarkung besteht aus zwei voneinander getrennten Teilen östlich und südlich der Stadt Coutances. Der nordöstliche Sektor ist von den Nachbargemeinden Coutances im Westen und im Norden, Courcy im Osten und Nicorps umgeben. Der südwestliche Teil grenzt im Nordwesten an Bricqueville-la-Blouette, im Norden an Coutances, im Osten an Nicorps, im Südosten an Saussey und im Südwesten an Orval sur Sienne.

## Bevölkerungsentwicklung
| Jahr      | 1962 | 1968 | 1975 | 1982 | 1990 | 1999 | 2008 | 2018 |
| --------- | ---- | ---- | ---- | ---- | ---- | ---- | ---- | ---- |
| Einwohner | 187  | 186  | 313  | 331  | 345  | 318  | 395  | 410  |